# Canalicephalus rugifrons
Canalicephalus rugifrons är en stekelart som beskrevs av Van Achterberg 2002. Canalicephalus rugifrons ingår i släktet Canalicephalus och familjen bracksteklar. Inga underarter finns listade.